# Klubowe mistrzostwa panamerykańskie w koszykówce mężczyzn
Klubowe mistrzostwa panamerykańskie w koszykówce mężczyzn (hiszp. Campeonato Panamericano de Clubes de Básquetbol) – międzynarodowy profesjonalny turniej koszykówki mężczyzn dla klubów z Ameryki Łacińskiej, rozgrywany w latach 1993–2000. W 1998 rozgrywki zostały anulowane z powodu huraganu George, miały mieć wtedy miejsce na Dominikanie. Pełniły najwyższą klasę rozgrywkową w Ameryce Łacińskiej. Po zlikwidowaniu turnieju, kolejny został utworzony w 2007 pod nazwą – Amerykańskiej Ligi Koszykówki FIBA. Rozgrywki te zaczęły pełnić ponownie funkcję najwyższej klasy rozgrywkowej na tym terenie.

## Final Four
| Rok  | Gospodarz                        | Mistrz                             | Wicemistrz                         | 3. miejsce                         | 4. miejsce                         |
| ---- | -------------------------------- | ---------------------------------- | ---------------------------------- | ---------------------------------- | ---------------------------------- |
| 1993 | Quito                            | Franca                             | Atenas                             | Indios de Ciudad Juárez            | Adidas                             |
| 1994 | Córdoba / Olavarría              | Franca                             | Olimpia de Venado Tuerto           | Esporte Clube União Corinthians    | Atenas                             |
| 1995 | Santa Cruz do Sul / Porto Alegre | Rio Claro                          | Peñarol Mar del Plata              | Pony EC União Corinthians          | Franca                             |
| 1996 | Franca                           | Atenas                             | Cougar/Franca                      | Dharma/Yara Franca                 | Independiente de General Pico      |
| 1997 | General Pico                     | Marathon/Franca                    | Atenas                             | Independiente de General Pico      | Mogi das Cruzes                    |
| 1998 | Santo Domingo                    | Odwołano z powodu huraganu George. | Odwołano z powodu huraganu George. | Odwołano z powodu huraganu George. | Odwołano z powodu huraganu George. |
| 1999 | Santo Domingo                    | Franca                             | Vasco da Gama                      | Mauricio Baez                      | Independiente de General Pico      |
| 2000 | Montevideo                       | Estudiantes de Olavarría           | Aguada                             | Atlético Welcome                   | Marathon Franca                    |

## Finaliści według klubu
| Klub                     | Mistrzostwa | Zwycięskie lata        | Wicemistrzostwa | Wicemistrzowskie lata |
| ------------------------ | ----------- | ---------------------- | --------------- | --------------------- |
| Franca                   | 4           | 1993, 1994, 1997, 1999 | 1               | 1996                  |
| Atenas                   | 1           | 1996                   | 2               | 1993, 1997            |
| Rio Claro                | 1           | 1995                   | 0               | –                     |
| Estudiantes de Olavarría | 1           | 2000                   | 0               | –                     |
| Olimpia de Venado Tuerto | 0           | –                      | 1               | 1994                  |
| Peñarol de Mar del Plata | 0           | –                      | 1               | 1995                  |
| Vasco da Gama            | 0           | –                      | 1               | 1999                  |
| Aguada                   | 0           | –                      | 1               | 2000                  |

## Tytuły według kraju
| Kraj/Liga | Mistrzostwa | Mistrzowskie lata            | Wicemistrzostwa | Wicemistrzowskie lata  |
| --------- | ----------- | ---------------------------- | --------------- | ---------------------- |
| (CBB)     | 5           | 1993, 1994, 1995, 1997, 1999 | 2               | 1996, 1999             |
| (LNB)     | 2           | 1996, 2000                   | 4               | 1993, 1994, 1995, 1997 |
| (CFB)     | 0           | –                            | 1               | 2000                   |